# Charles Naudin

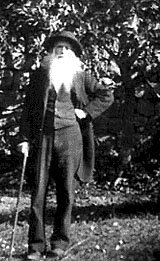
Charles Naudin năm 1899

Charles Victor Naudin (14 tháng 8 năm 1815 tại Autun – 19 tháng 3 năm 1899 tại Antibes) là một nhà tự nhiên học và thực vật học người Pháp, ông cũng là nhà khoa học tiên phong trong di truyền học và học thuyết tiến hóa.

## Tiểu sử

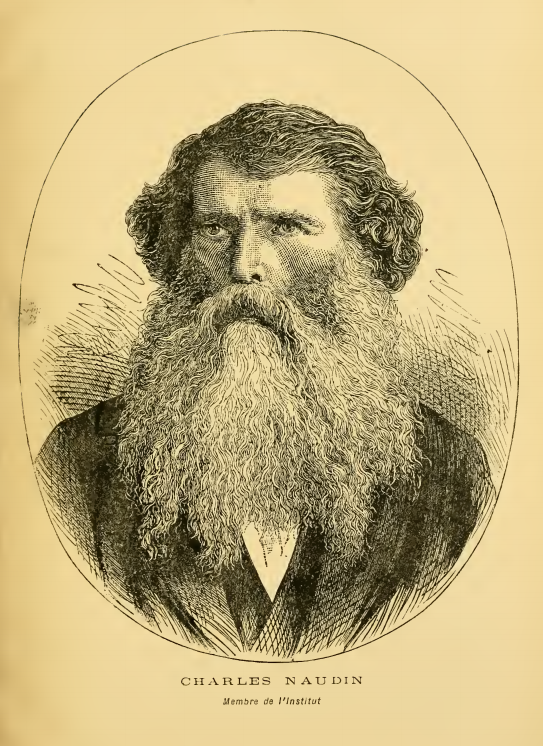
Chân dung năm 1887

Naudin học tại Bailleul-sur-Thérain vào năm 1825, tại Limoux và tại Đại học Montpellier, nơi ông tốt nghiệp năm 1837. Ông lấy bằng tiến sĩ năm 1842 và giảng dạy cho đến năm 1846, khi ông tham gia phòng lưu trữ tiêu bản thực vật của Bảo tàng Lịch sử Tự nhiên Quốc gia. Ông hợp tác với Augustin Saint-Hilaire trong việc xuất bản cuốn hệ thực vật Brasil và giới thiệu những hạt giống đầu tiên của loài Jubaea chilensis ở Pháp.
Naudin dạy tại Chaptal College với tư cách là giáo sư động vật học, nhưng một căn bệnh về thần kinh khiến ông bị điếc. Ông trở thành trợ lý tự nhiên học năm 1854 và kết hôn năm 1860. Ông vào Học viện Khoa học năm 1863, nơi ông đã hướng dẫn khoa học cho Alfred Moquin-Tandon thành công.
Ông chuyển đến Collioure vào năm 1869 và tạo ra một khu vườn thử nghiệm riêng ở đó. Tại đây ông cũng thực hiện nghiên cứu thời tiết địa phương hoàn chỉnh đầu tiên, kéo dài mười năm.
Năm 1878, Naudin được bổ nhiệm làm giám đốc vườn thực vật của Villa Thuret of Antibes (hiện là phòng thí nghiệm INRA). Ông làm việc chặt chẽ với Jacques Nicolas Ernest Germain de Saint-Pierre.
Dù đã mất thị lực nhưng ông vẫn tiếp tục thực hiện các thí nghiệm về lai tạo và thích nghi của thực vật để nghiên cứu các loài mới. Ông nghiên cứu di truyền, hệ thực vật của Brasil và vào năm 1860 có hai mươi loại bí ngô được ông mô tả.
Cả Charles Darwin và Gregor Mendel đều nghiên cứu công trình của Naudin, được coi là tiền thân của di truyền học hiện đại.

## Nghiên cứu chọn lọc tự nhiên
Trong Revue Horticole (1852), Naudin đã mô tả khái niệm chọn lọc tự nhiên mặc dù có thể ông chưa đề xuất thuật ngữ này. Điều này được nhắc đến trong bức thư Charles Darwin gửi Joseph Dalton Hooker, Darwin nói rằng không tìm thấy từ "chọn lọc tự nhiên" hay "đấu tranh sinh tồn" trong tác phẩm của Naudin.
J. Arthur Thomson đã nhận xét như sau:
De Quatrefages và De Varigny đã cho rằng nhà thực vật học Naudin đã nêu lý thuyết về tiến hóa bằng chọn lọc tự nhiên vào năm 1852. Ông giải thích rất rõ ràng quá trình chọn lọc nhân tạo và nói rằng trong chọn giống chúng ta đang đi theo phương pháp của tự nhiên. "Chúng tôi không nghĩ rằng tự nhiên đã tạo ra các loài theo một cách khác với cách mà chúng tôi tiến hành để tạo ra các giống nhân tạo". Tuy nhiên, như Darwin đã nói, "ông ấy [Naudin] không cho thấy chọn lọc tự nhiên hoạt động như thế nào". Tương tự như vậy, điều này [chọn lọc tự nhiên] phải được lưu ý cùng một số quan điểm có liên quan từ thời kỳ tiền Darwin về đấu tranh sinh tồn (như Herder, người đã viết vào năm 1790 "tất cả đang đấu tranh... mỗi người vì chính mình",...), rằng sự công nhận về chọn lọc tự nhiên chỉ là bước đầu tiên trong thuyết Darwin.

## Công trình nghiên cứu tiêu biểu

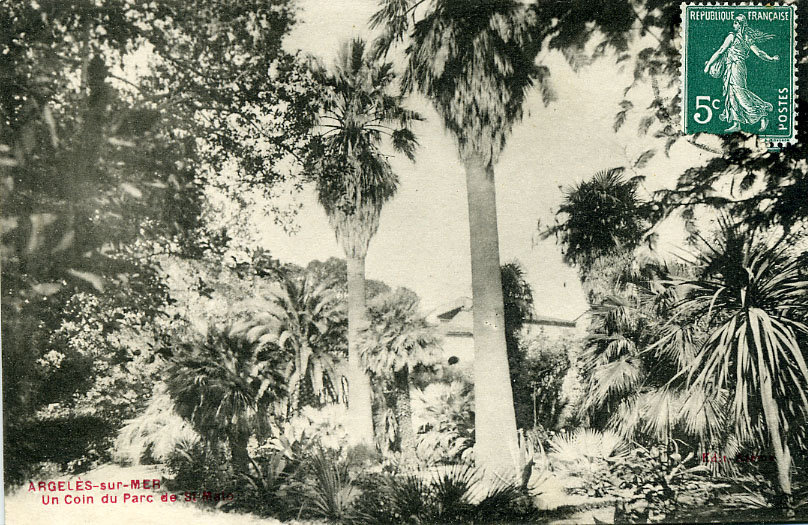
Hai cây Washingtonia được Charles Naudin trồng tại Villa Saint Malo ở Argelès.

Tác phẩm chính của ông là Mémoire sur les hybrides du règne végétal (Luận án về lai tạo trong giới Thực vật) xuất hiện trong Recueil des savants étrangers (Tuyển tập công trình của các học giả ngoại quốc) và đã được giải Grand Prize của Institut de France (Học viện Pháp quốc) năm 1862. Nghiên cứu các hiện tượng di truyền theo quan điểm của ông hiện được gọi là Naudinism, khẳng định rằng sự hình thành loài tương tự như sự hình thành các giống cây trồng của chúng ta - các giống cây mà theo Naudin được tạo ra bởi sự chọn lọc có hệ thống bởi con người.
Ông quan tâm đến việc đa dạng hóa thực vật và đặc biệt là bí ngô. Trái với quan điểm được chấp nhận chung, ông đã thiết lập các điều kiện không tồn tại của giống lai. Nhà thực vật học cũng đã xuất bản nhiều bài báo trên tạp chí Journal of Horticulture. Ông đã tập trung chỉnh sửa các hiệp ước và quy tắc khác nhau của nông nghiệp và làm vườn.
Cuốn cẩm nang Manuel de l'acclimateur (Paris, 1888) của Naudin là một tác phẩm tham khảo về sự thích nghi của thực vật vùng duyên hải ở thế kỷ 19. Trong thời gian ở Collioure, ông đã tham gia vào việc trồng cọ, trong đó có hai cây Washingtonia tại biệt thự của Nam tước Saint Malo Vilmarest ở Argele-sur-Mer.

## Danh sách các loài được đặt tên theo Charles Naudin
1. Chaetogastra goudotii[12]
2. Chaetolepis anisandra
3. Chastenaea longifolia
4. Leandra chaetodon

## Danh sách các loài được Charles Naudin đặt tên
1. Clidemia heteroclita (Charles Naudin đặt tên)[13]
2. Cucumis myriocarpus

## Ấn phẩm khác
- Charles Victor Naudin (1842). Études sur la végétation des Solanées, la disposition de leurs feuilles et leurs inflorescences (Luận án tiến sĩ) (bằng tiếng Pháp). Paris: Imprimerie de Pierre Baudouin.
- Charles Victor Naudin (1856). Nouvelles recherches sur les caractères spécifiques et les variétés des plantes du genre cucurbita (bằng tiếng Pháp). Paris: Librairie de Victor Masson.
- Charles Victor Naudin (1861). Serres et orangeries de plein air apercu de la culture géothermique (bằng tiếng Pháp). Paris: Librairie agricole de la Maison rustique.
- Charles Victor Naudin; Ferdinand von Mueller (1887). Manuel de l'acclimateur (bằng tiếng Pháp). Paris: Société d'aAcclimatation. Bản gốc lưu trữ ngày 30 tháng 12 năm 2019. Truy cập ngày 16 tháng 5 năm 2020.